# 1895 Larink
1895 Larink eller 1971 UZ är en asteroid i huvudbältet som upptäcktes den 26 oktober 1971 av den tjeckiske astronomen Luboš Kohoutek vid Bergedorf-observatoriet. Den har fått sitt namn efter den tyske astronomen Johannes Larink.
Asteroiden har en diameter på ungefär 19 kilometer och den tillhör asteroidgruppen Themis.